# 奧蘭治鎮區 (北達科他州亞當斯縣)
奧蘭治鎮區（英語：Orange Township）是位於美國北達科他州亞當斯縣的一個鎮區。

## 地方資料
奧蘭治鎮區的面積為93.07平方千米，當中陸地面積為92.73平方千米，而水域面積為0.34平方千米。根據2010年美國人口普查的數據，當地共有人口22人，而人口密度為每平方千米0.24人。